# توفيق جالاب
توفيق جالاب (بالفرنسية: Tewfik Jallab)‏
```
(و. 
1982
 – 
م
) هو 
ممثل
 من 
فرنسا
 .
[
1
]
[
2
]
[
3
]
 ولد في 
باريس
 .
```

## التعليم
تعلم في المعهد الوطني العالي للفنون الدرامية ‏، ومدرسة فلوران ‏

## روابط خارجية
- توفيق جالاب على موقع IMDb (الإنجليزية)
- توفيق جالاب على موقع ألو سيني (الفرنسية)
- توفيق جالاب على موقع أول موفي (الإنجليزية)
- توفيق جالاب على موقع قاعدة بيانات الفيلم (الإنجليزية)